# Брандон (Вісконсин)
Брандон (англ. Brandon) — селище (англ. village) в США, в окрузі Фон-дю-Лак штату Вісконсин. Населення — 882 особи (2020).

## Географія
Брандон розташований за координатами 43°44′8″ пн. ш. 88°46′56″ зх. д. / 43.73556° пн. ш. 88.78222° зх. д. (43.735421, -88.782115).  За даними Бюро перепису населення США в 2010 році селище мало площу 1,97 км², з яких 1,96 км² — суходіл та 0,02 км² — водойми.

## Демографія
Згідно з переписом 2010 року, у селищі мешкало 879 осіб у 336 домогосподарствах у складі 233 родин. Густота населення становила 445 осіб/км².  Було 369 помешкань (187/км²).
Расовий склад населення:
| - 94,8 % — білих - 0,5 % — чорних або афроамериканців - 0,3 % — корінних американців - 3,1 % — осіб інших рас |

До двох чи більше рас належало 1,4 %. Частка іспаномовних становила 5,0 % від усіх жителів.
За віковим діапазоном населення розподілялося таким чином: 28,2 % — особи молодші 18 років, 58,8 % — особи у віці 18—64 років, 13,0 % — особи у віці 65 років та старші. Медіана віку мешканця становила 38,4 року. На 100 осіб жіночої статі у селищі припадало 98,0 чоловіків;  на 100 жінок у віці від 18 років та старших — 96,0 чоловіків також старших 18 років.
Середній дохід на одне домашнє господарство  становив 59 512 долари США (медіана — 56 250), а середній дохід на одну сім'ю — 67 539 доларів (медіана — 62 941). Медіана доходів становила 41 167 доларів для чоловіків та 28 542 долари для жінок. За межею бідності перебувало 7,3 % осіб, у тому числі 2,2 % дітей у віці до 18 років та 14,7 % осіб у віці 65 років та старших.
Цивільне працевлаштоване населення становило 514 осіб. Основні галузі зайнятості: виробництво — 21,8 %, роздрібна торгівля — 16,5 %, освіта, охорона здоров'я та соціальна допомога — 14,4 %.